# ديفيد بايبس
ديفيد بايبس (26 أبريل 1977 في المملكة المتحدة - ) (بالإنجليزية: David Pipes)‏ هو لاعب كريكت بريطاني. لعب مع نادي مقاطعة نوتنغهامشير للكريكت ‏ وLincolnshire County Cricket Club ‏.

## وصلات خارجية
- ديفيد بايبس على موقع إي آس بي آن كريك إنفو (الإنجليزية)